# 3765 Texereau
A 3765 Texereau (ideiglenes jelöléssel 1982 SU1) a Naprendszer kisbolygóövében található aszteroida. Kōichirō Tomita fedezte fel 1982. szeptember 16-án.